# Phytomyza tucumana
Phytomyza tucumana este o specie de muște din genul Phytomyza, familia Agromyzidae, descrisă de Blanchard în anul 1954. Conform Catalogue of Life specia Phytomyza tucumana nu are subspecii cunoscute.